# Le Siège d'Asola
Le Siège d'Asola, également connu sous le nom de Bataille d'Asola, est une huile sur toile (197 × 467,5 cm) réalisée en 1544-1545 par Le Tintoret.
Le 8 juillet 2014, le tableau a été vendu aux enchères par Christie's pour près de 2 millions de dollars à un collectionneur anonyme.

## Sujet
Le siège d'Asola de 1516 est mentionné par les historiens Marino Sanuto le Jeune, Francesco Guicciardini et Ludovico Mangini.

## Composition
La tableau unit deux scènes : dans la moitié gauche du cadre, on voit représenté au premier plan un affrontement entre cavaliers (événement historique) qui illustre la sortie des défenseurs d'Asola, assiégée en mars 1516 par les armées menées par l'empereur Maximilien Ier en personne ; dans l'enchevêtrement d'hommes et de chevaux, on distingue l'enseigne frappée du lion rampant d'Asola, tandis que la forteresse munie de tours apparaît au fond ; la droite de la composition représente par contre l'hommage de la communauté d'Asola à Francesco Contarini, ce noble vénitien qui a su organiser avec tant de succès la défense de la place-forte pour contraindre les forces impériales à abandonner le siège. 

## Propriétaires
- Collection du Palazzo Giovanelli - Venise
- Collection Contini Bonacossi - Florence
- De 1969 à 1982 Collection Stanley Moss - New York
- De 1982 à 1999 Collection Barbara Piasecka Johnson - Princeton
- De 1999 à 2014 Fondation Barbara Piasecka Johnson - Gdańsk
- Depuis 2014 Collection privée

## Expositions
- New York, Brooklyn Museum, du 06.12.1983 au 21.04.1989
- Poznań, Musée national, de 2002 à 2014
- Asola, Musée civique Goffredo Bellini, depuis le 16.05.2009 (reproduction grandeur nature)

## Curiosité
La commune d'Asola, bien qu'ayant connaissance de l'existence du tableau, en avait perdu la trace dans les années 1960 quand il se trouvait encore à Florence. Ce n'est qu'en décembre 2008, grâce à des recherches effectuées par quelques membres de la pro loco d'Asola, que la peinture a été retrouvée à Poznań en Pologne.
Le 6 mars 2009, une délégation de la pro loco de la commune s'est rendue à Poznań en visite officielle et a obtenu l'autorisation de la Fondation Barbara Piasecka Johnson, à l'époque propriétaire du tableau, de le reproduire.
Le 16 mai 2009, à l'occasion de la présentation au public des nouveaux espaces du Palazzo Monte Pegni (siège du musée civique Goffredo Bellini), la reproduction grandeur nature du tableau a été offerte par la pro loco au musée, qui l'expose toujours aujourd'hui.